# Mercedes Gaspar Salvo
Mercedes Gaspar Salvo (Saragossa, 1964) és una directora de cinema espanyola. Nascuda a Saragossa, ha passat la seva infantesa a Calanda (lloc de naixement de Luis Buñuel) i després es traslladà a Madrid, on es va llicenciar en Ciències de la Comunicació i en Geografia i Història, titulada en Direcció Escènica pel RESAD i realització per l'Institut Oficial de Ràdio i Televisió. Ha treballat a TVE, i ha estat professora a diverses institucions i universitats. Els seus treballs es caracteritzen per la mescla de tècniques d'animació, l'experimentació i la fusió de llenguatges i arts amb influència de Luis Buñuel, Salvador Dalí, Man Ray i Jean Cocteau.Actualment viu a Segòvia.
El 1994 va obtenir el Goya al millor curtmetratge de ficció per El sueño de Adán i el 1995 i 1996 fou nominada al mateix Goya per Las partes de mi que te aman son seres vacíos i Esclavos de mi poder, i nominada a l'Ós d'Or al millor curtmetratge al 45è i 46è Festival Internacional de Cinema de Berlín amb El sueño de Adán i  Las partes de mi que te aman son seres vacíos.
El 2014 va dirigir el seu primer llargmetratge, Huídas, va tenir 17 candidatures als Premis Goya, entre ells el de millor pel·lícula, millor direcció i millor guió original.

## Filmografia
- 2014: Huidas
- 2003: Memoria y muerte de una cortometrajista (Curt)
- 2001: El derecho de las patatas (Curt)
- 1997: El sabor de la comida de lata (Curt)
- 1996: Esclavos de mi poder (Curt)
- 1996: Pon tu pensamiento en mí
- 1995: Las partes de mí que te aman son seres vacíos (Curt)
- 1994: El sueño de Adán (Curt)
- 1993: Su primer amor (Curt)
- 1992: Sabía que vendrías (Curt)